# Amaurospiza moesta
Amaurospiza moesta là một loài chim trong họ Cardinalidae.